# Quarter-Inch Cartridge
QIC (Quarter-Inch Cartridge) ist ein historisches  Magnetbandsystem für die Sicherung (Backup) und Archivierung von Daten. Sie verwendet Kassetten mit bis zu 460 m langem und 6,5 mm (¼") breitem Magnetband. Die kleinen Mini-QIC- oder auch Mini-DC-Kassetten (teilweise auch Travan genannt) enthalten jedoch in späteren Versionen (QIC Wide) 8 mm-Band und sind damit eigentlich gar keine QIC-Kassetten.
QIC wird von der Cartridge Drive Standards, Inc. normiert, einer internationalen Vereinigung von Laufwerks- und Medienherstellern.

## Formate
| Format   | Kapazität (MB) | Datenrate (KB/s) | Tracks |
| -------- | -------------- | ---------------- | ------ |
| QIC-80   | 80–500         | 62,5             | 28/36  |
| TR-1     | 400            | 62,5             | 36     |
| QIC-3010 | 340            | 62,5             | 40/50  |
| TR-2     | 800            | 62,5             | 50     |
| QIC-3020 | 670            | 62,5             | 40/50  |
| TR-3     | 1600           | 125              | 50     |
| QIC-3080 | 1200–1600      | 125              | 60/72  |
| TR-4     | 4000           | 1024             | 72     |
| QIC-3095 | 4000           | 1024             | 72     |
| TR-5     | 10.000         | 2048             | 108    |
| TR-7     | 20.000         | 4096             | 108    |

## Galerie

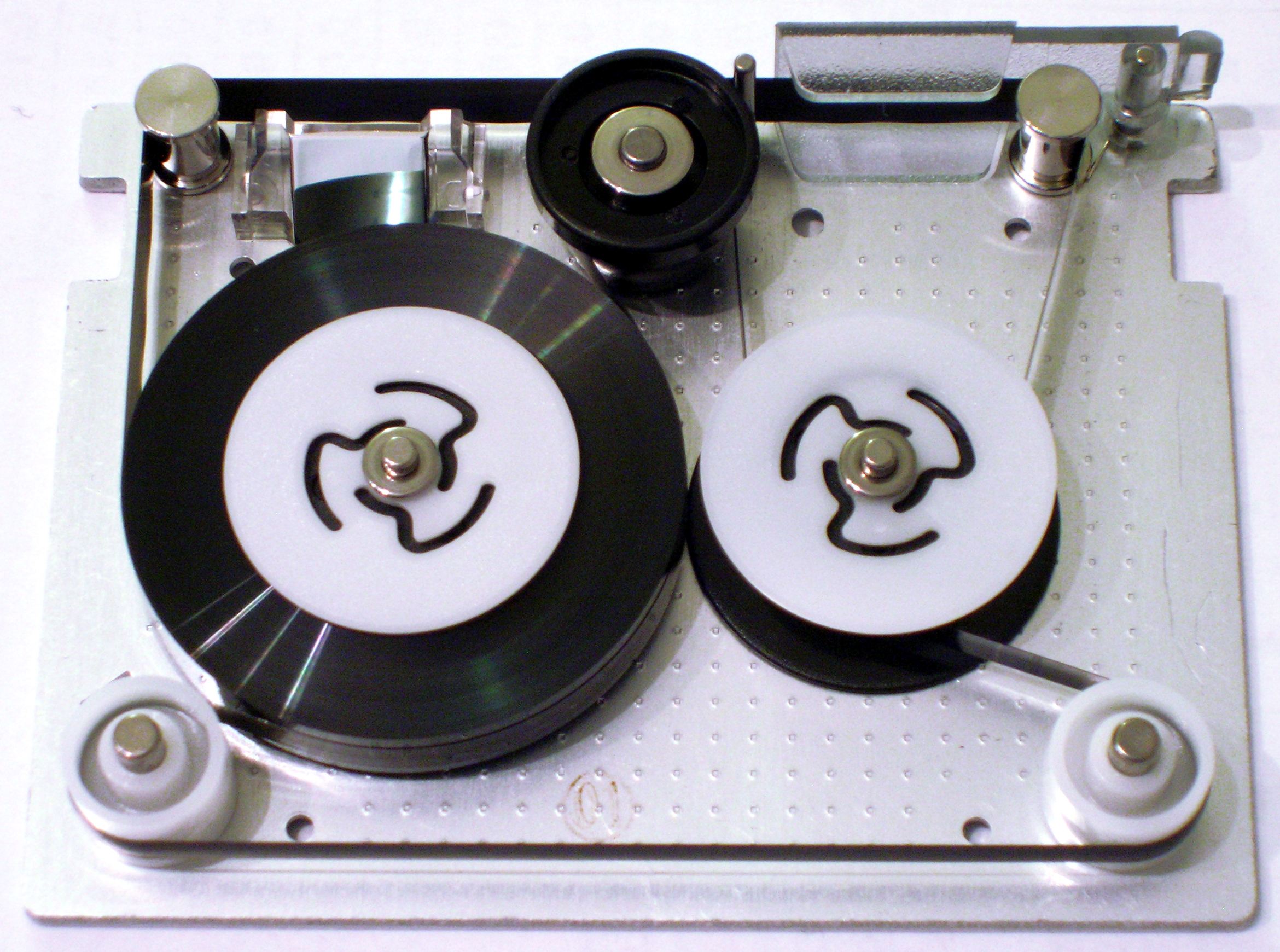
QIC offen mit Band
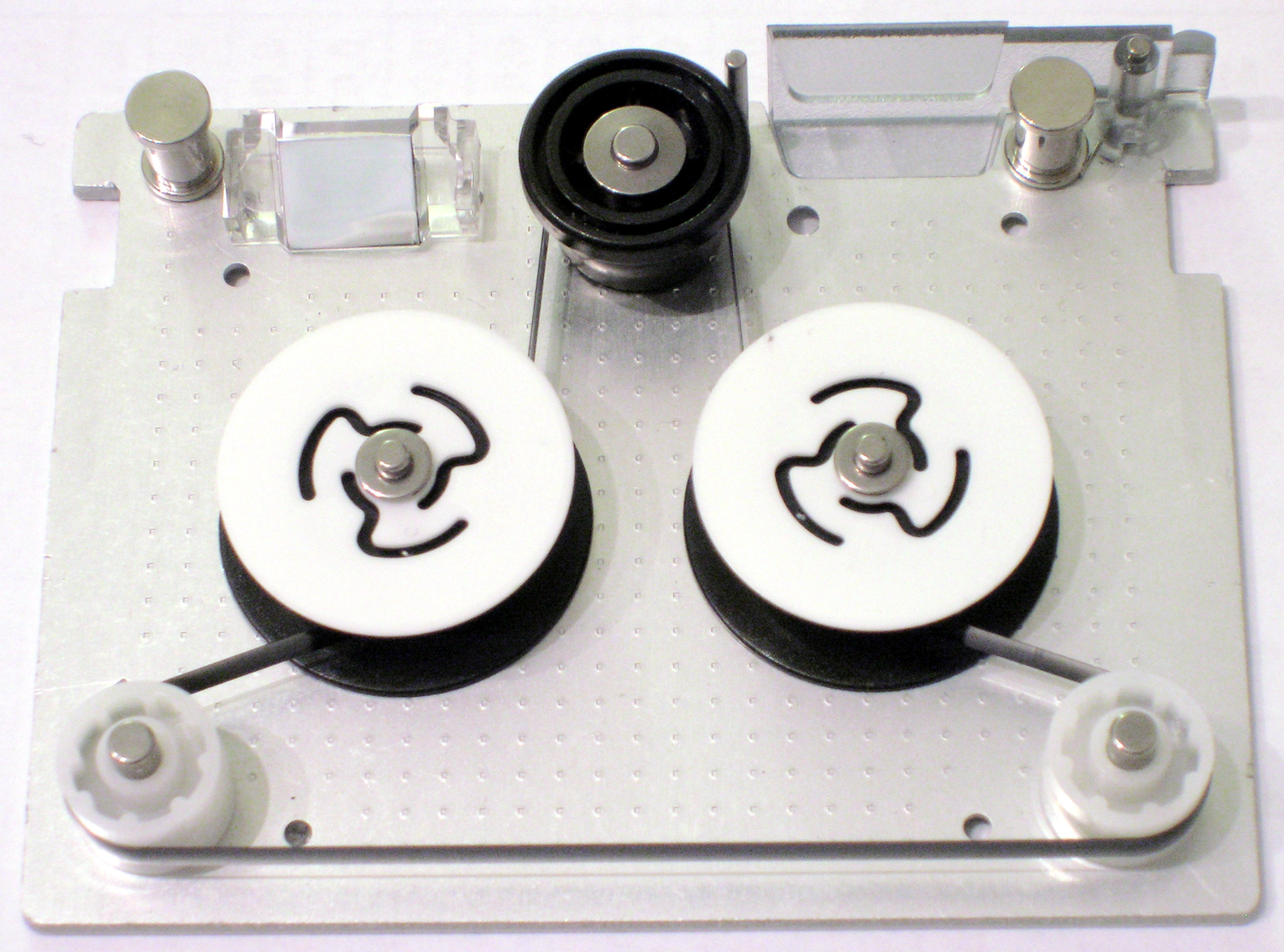
QIC offen ohne Band